# Tiñor
Tiñor es un caserío de la comarca de Azofa perteneciente al municipio de Valverde en la isla de El Hierro (Canarias, España). Se localiza a unos 5 km del casco municipal.

## Toponimia
La primera cita de Tiñor la encontramos en las Ordenanzas de la isla, recopiladas por García del Castillo a principios del siglo XVIII, donde aparece con la -e paragógica: Tiñore según es norma en la toponimia herreña de origen prehispánico.
Muy cerca del caserío se sitúa la leyenda del árbol de Garoé.

## Geografía
Situado a 900 m en la meseta de Nisdafe, Tiñor es con 34 habitantes el pueblo de menor tamaño de El Hierro. La mayoría de las casas han sido construidas con piedra volcánica, ofreciendo un aspecto ennegrecido. El color blanco de algunas viviendas contrasta con los tonos verdes del paisaje que rodea al pueblo. Sus tierras están dedicadas al cultivo, principalmente de frutales, pero también a la explotación ganadera.